# Tug of War (álbum de Paul McCartney)
Tug of War é o quarto álbum de estúdio solo do músico inglês Paul McCartney, lançado em abril de 1982. É o primeiro álbum de Paul a ser lançado após a dissolução dos Wings, no ano anterior. No total, é seu 11º álbum desde a separação dos Beatles. É também o primeiro álbum de Paul após o assassinato de seu amigo John Lennon. O álbum foi produzido pelo ex-produtor dos Beatles, George Martin, e foi um sucesso em muitos países, vendendo mais de um milhão de cópias nos Estados Unidos no ano de seu lançamento. A capa é a junção de uma pintura a óleo abstrata do artista Brian Clarke, um colaborador frequente, e de uma fotografia de Paul tirada por Linda McCartney. Sua edição deluxe remasterizada recebeu uma indicação para Melhor Box ou Pacote de Edição Limitada no Grammy Awards de 2017.

## Gravação
Após o lançamento de McCartney II, os Wings se reagruparam em julho e outubro de 1980 para ensaiar várias canções que mais tarde apareceram em Tug of War e Pipes of Peace. Sentindo falta de um diretor, McCartney chamou seu antigo produtor, George Martin, para começar a gravar, entre outras canções, uma escrita para o personagem animado Rupert Bear (do qual McCartney adquiriu os direitos do filme em 1970), intitulada "We All Stand Together ". As produtivas sessões continuaram até 9 de dezembro, a manhã em que McCartney acordou para descobrir que seu antigo parceiro de composição e também ex-Beatle, John Lennon, havia sido baleado e morto na noite anterior em Nova York. Abandonando a sessão daquele dia no meio (onde ele e Denny Laine estavam gravando o futuro lado B "Rainclouds"), Martin e McCartney sentiram que era melhor deixar o projeto de lado por enquanto e começar de novo assim que estivessem prontos.
Em fevereiro de 1981, dois meses após a morte de Lennon, McCartney retomou as sessões, gravando naquele mês com Stevie Wonder, Stanley Clarke, Carl Perkins e Ringo Starr e gravando várias canções no processo. As sessões foram realizadas no AIR Studios em Montserrat, no Caribe, e duraram de 3 de fevereiro a 2 de março, terminando com "Ebony and Ivory" e "What's That You're Doing", duas músicas com Stevie Wonder. O guitarrista do 10cc, Eric Stewart, também se tornou um colaborador frequente de McCartney durante este período. Outras sessões naquele verão foram realizadas nos estúdios AIR de Martin em Oxford Street, Londres. As sessões foram tão produtivas que várias de suas faixas foram adiadas para o próximo álbum de McCartney, Pipes of Peace, que se seguiu em 1983. O resto de 1981 foi passado de forma tranquila, com McCartney e Martin retocando o álbum e aperfeiçoando-o.

## Lançamento, críticas e repercussão
| Críticas profissionais | Críticas profissionais |
| Avaliações da crítica  | Avaliações da crítica  |
| Fonte                  | Avaliação              |
| ---------------------- | ---------------------- |
| AllMusic               | [ 9 ]                  |
| Robert Christgau       | B+                     |
| Rolling Stone          | [ 11 ]                 |
| Pitchfork              | [ 12 ]                 |

Em uma crítica contemporânea para a Rolling Stone, o crítico musical Stephen Holden saudou Tug of War como "a obra-prima que todos sempre souberam que Paul McCartney poderia fazer", e admirou particularmente sua música vívida e composição consistente. Robert Palmer foi menos entusiasmado em sua crítica para o The New York Times e achou o álbum "primorosamente elaborado, embora liricamente falho", já que ele pensava que as letras de McCartney eram frequentemente "clichês ou piegas", mas que o álbum "no seu melhor, é tão fino como seu trabalho com os Beatles ".
Em março de 1982, o dueto de McCartney com Stevie Wonder, "Ebony and Ivory", foi lançado com considerável sucesso comercial, alcançando o primeiro lugar em muitos países. Tug of War foi lançado em abril e, da mesma forma, tornou-se o número um mundial. O single seguinte, "Take It Away", alcançou o top dez nos Estados Unidos. O álbum vendeu várias milhões de cópias e fez muito para restaurar a reputação crítica de McCartney após o que foi visto como um período de vacas magras para ele. Tug of War foi nomeado para o G3rammy de "Álbum do Ano" em 1983. O autor de Wingspan, Mark Lewisohn, achou que era um álbum melhor do que Band on the Run.
O álbum foi lançado nos Estados Unidos em CD em 29 de fevereiro de 1984. Em 1993, Tug of War foi remasterizado e reeditado em CD como parte da série The Paul McCartney Collection. Não havia faixas bônus: "Rainclouds" e "I'll Give You a Ring", os lados B de "Ebony and Ivory" e "Take It Away", respectivamente, foram omitidos. Em 2007, Tug of War foi remasterizado e relançado na iTunes Store adicionando uma versão solo de "Ebony and Ivory".
Uma nova reedição de Tug of War foi lançada em 2 de outubro de 2015, como parte da Paul McCartney Archive Collection. A edição incluiu uma versão remixada do álbum, junto com a mixagem original e uma série de vídeos.

## Faixas
Todas as faixas são composições de Paul McCartney, exceto "What's That You're Doing?", escrita em conjunto com Stevie Wonder.

### Original
Lado um
| N.º | Título                                                | Duração |  |
| 1.  | "Tug of War"                                          | 4:22    |  |
| 2.  | "Take It Away"                                        | 4:16    |  |
| 3.  | "Somebody Who Cares"                                  | 3:19    |  |
| 4.  | "What's That You're Doing?" (Dueto com Stevie Wonder) | 6:22    |  |
| 5.  | "Here Today"                                          | 2:28    |  |

Lado dois
| N.º | Título                                      | Duração |  |
| 6.  | "Ballroom Dancing"                          | 4:08    |  |
| 7.  | "The Pound Is Sinking"                      | 2:55    |  |
| 8.  | "Wanderlust"                                | 3:49    |  |
| 9.  | "Get It" (Dueto com Carl Perkins)           | 2:28    |  |
| 10. | "Be What You See"                           | 0:34    |  |
| 11. | "Dress Me Up as a Robber"                   | 2:42    |  |
| 12. | "Ebony and Ivory" (Dueto com Stevie Wonder) | 3:46    |  |

Faixa bônus do iTunes
| N.º | Título                          | Duração |  |
| 13. | "Ebony and Ivory" (Versão Solo) | 3:51    |  |

### Remasterização de 2015
Em 2015, o álbum foi relançado pelo Hear Music/Concord Music Group como parte do sexto conjunto de lançamentos, ao lado de Pipes of Peace, na Paul McCartney Archive Collection. Foi lançado em vários formatos:
- Edição Padrão: 2-CD; versão remixada das 12 faixas originais no primeiro disco, mais 11 faixas bônus no segundo;
- Edição Deluxe: 3CD/1DVD + ensaio fotográfico de 112 páginas e livro de 64 páginas;
- Edição Super Deluxe: 3CD/1DVD + ensaio fotográfico de 112 páginas e livro de 64 páginas + caixa para o conjunto (edição limitada);
- Vinil remasterizado: Inclui também um cartão para download.

Edição Digital: Com ou sem Ebook – 24-bit/96 kHz
Disco 1 – Álbum Remixado
Versão remixada das 12 faixas do álbum original.
Disco 2 – Álbum original Remasterizado (apenas edição deluxe)
As 12 faixas do álbum original.
Áudio Bônus (disco 2 para edição padrão, disco 3 para edição deluxe)
| N.º | Título                                            | Duração |  |
| 1.  | "Stop, You Don't Know Where She Came From" (demo) | 1:44    |  |
| 2.  | "Wanderlust" (demo)                               | 1:46    |  |
| 3.  | "Ballroom Dancing" (demo)                         | 2:04    |  |
| 4.  | "Take It Away" (demo)                             | 5:37    |  |
| 5.  | "The Pound Is Sinking" (demo)                     | 2:35    |  |
| 6.  | "Something That Didn't Happen" (demo)             | 2:17    |  |
| 7.  | "Ebony and Ivory" (demo)                          | 1:46    |  |
| 8.  | "Dress Me Up as a Robber/Robber Riff" (demo)      | 3:42    |  |

Faixas 1–8 não tinham sido lançadas até então.
| N.º | Título                                 | Duração |  |
| 9.  | "Ebony and Ivory" (Versão solo)        | 3:50    |  |
| 10. | "Rainclouds" (Escrito com Denny Laine) | 3:13    |  |

Lado-B do single "Ebony and Ivory"
| N.º | Título                 | Duração |  |
| 11. | "I'll Give You a Ring" | 3:09    |  |

Lado-B do single "Take It Away"
Faixas adicionais disponíveis via paulmccartney.com
| N.º | Título                       | Duração |  |
| 1.  | "Take It Away" (single edit) | 4:05    |  |

Disco 4 - DVD
1. "Tug of War" Music Video (Version 1)
2. "Tug of War" Music Video (Version 2)
3. "Take It Away" Music Video
4. "Ebony and Ivory" Music Video
5. "Fly TIA" – Behind The Scenes on Take It Away (new 18 minute documentary using previously unreleased archive footage)
  - "Por trás das cenas de 'Take It Away' (novo documentário de 18 minutos usando cenas nunca antes publicadas)

## Participações
A numeração das faixas se refere às versões CD e digital do álbum.
- Paul McCartney – vocais (faixas 1–12), vocal de apoio (1–4, 6–9, 11–12), violão (1–3, 5–12), guitarra elétrica (1, 4, 6, 7, 11, 12), baixo (1, 2, 4, 6, 11, 12), bateria (1, 4, 6, 7), sintetizador (1, 7, 9, 12), percussão (6, 9, 12),  vocoder (10, 12)
- Linda McCartney – vocal de apoio (1–4, 6–8, 11)
- Denny Laine – violão (7), guitarra elétrica (1, 6, 11), sintetizador de guitarra (3), sintetizador (11), baixo (8)
- Eric Stewart – guitarra elétrica (1), vocal de apoio (1–4, 6–8)
- Ringo Starr – bateria (tracks 2, 6, 8)
- Steve Gadd – bateria, percussão (2, 3)
- George Martin – piano, Fender Rhodes (2, 11)
- Stanley Clarke – baixo (3, 7)
- Stevie Wonder – vocais (4, 12), sintetizador (4, 12), piano, Fender Rhodes, bateria (12)
- Campbell Maloney – bateria (1)
- Adrian Brett – flauta de Pã (1)
- Andy Mackay – lyricon (4)
- Jack Brymer – clarinet (6)
- Adrian Sheppard – bateria, percussão (8)
- Carl Perkins – vocais, guitarra elétrica (9)
- Dave Mattacks – bateria, percussão (11)

## Paradas
| Parada (1982)                          | Posição |
| -------------------------------------- | ------- |
| Australian Kent Music Report           | 2       |
| Austrian Albums Chart                  | 2       |
| Belgium Albums Chart                   | 3       |
| Canadian RPM Albums Chart              | 1       |
| Dutch Mega Albums Chart                | 1       |
| French SNEP Albums Chart               | 2       |
| Italian Albums Chart                   | 1       |
| Israeli Albums Chart                   | 2       |
| Japanese Oricon Weekly LP Chart [B]    | 1       |
| New Zealand Albums Chart               | 4       |
| Norwegian VG-lista Albums Chart        | 1       |
| Spanish Albums Chart                   | 2       |
| Swedish Albums Chart                   | 1       |
| UK Albums Chart                        | 1       |
| US Billboard 200 [A]                   | 1       |
| West German Media Control Albums Chart | 1       |

| Parada (1982)           | Posição |
| ----------------------- | ------- |
| Australian Albums Chart | 7       |
| Austrian Albums Chart   | 7       |
| Canadian Albums Chart   | 14      |
| French Albums Chart     | 12      |
| Italian Albums Chart    | 13      |
| Japanese Oricon Chart   | 37      |
| UK Albums Chart         | 16      |
| US Billboard Pop Albums | 28      |

Notas
- A^ Nos Estados Unidos, Tug of War também entrou na parada de R & B, chegando ao número 11.[34]
- B^ Até janeiro de 1987, as paradas de álbuns japoneses eram separados em LP, CD e cassetes. Tug of War também entrou na parada de cassetes, chegando ao número 12 e entrando no top 100 por 19 semanas
- C^ Vendas combinadas de LP, CD e cassete de áudio.